# Ллано (река)
Ллано (англ. Llano River) — река в центральной части штата Техас (США), правый приток реки Колорадо. Общая длина реки составляет примерно 160 км.

## География
Река Ллано образуется на плато Эдуардс при слиянии рек Норт-Ллано и Саут-Ллано у города Джанкшен (округ Кимбл).
Координаты истока реки Норт-Ллано — 30°37′29″ с. ш. 100°26′17″ з. д., её длина — около 64 км. Исток реки Норт-Ллано находится в центральной части округа Саттон, она протекает по округам Саттон и Кимбл.
Координаты истока реки Саут-Ллано — 30°13′07″ с. ш. 100°29′00″ з. д., её длина — около 88 км. Исток реки Саут-Ллано находится в округе Эдуардс, она протекает по округам Эдуардс и Кимбл. Перед местом слияния с Норт-Ллано на Саут-Ллано сооружён пруд Джанкшен.
Примерно в одной миле к востоку от города Джанкшен реку Ллано пересекает межштатная автомагистраль  I-10. После этого река течёт на северо-восток, а затем на восток, пересекая шоссе  US 87, соединяющее города Фредериксберг и Мейсон. После этого она протекает через город Ллано (центр одноимённого округа), в котором она пересекает  шоссе 16 штата Техас. Продолжая в восточном направлении, река Ллано некоторое время течёт вдоль  шоссе 29 штата Техас, а затем поворачивает на юго-восток и, наконец, впадает в реку Колорадо у Кингсленда, между водохранилищем Бьюкенен и водохранилищем Линдона Джонсона. На своём пути от Джанкшена до Кингсленда река Ллано протекает по техасским округам Кимбл, Мейсон и Ллано. 
Площадь бассейна реки Ллано составляет 11 568 км² (по другим данным, 11 533 км²). Правый приток — река Джеймс, которая впадает в Ллано примерно в 10 км южнее города Мейсон. 

## Рыбная ловля
Река Ллано является одним из популярных мест для рыбной ловли в Техасе. В ней водятся гуадалупский окунь (Micropterus treculii), большеротый окунь (Micropterus salmoides), техасская цихлида (Herichthys cyanoguttatus), а также различные виды центрарховых, сомообразных, панцирниковых и карповых.

## Фотогалерея
- Озеро Джанкшен — Саут-Ллано у слияния с Норт-Ллано
- Река Ллано в округе Кимбл
- Мост, по которому шоссе US 87 пересекает реку Ллано
- Плотина в городе Ллано